# Merlin (bande dessinée, Istin)
Pour les articles homonymes, voir Merlin.
Merlin est une série de bande dessinée d'heroic fantasy  créée par le scénariste Jean-Luc Istin et le dessinateur Éric Lambert pour les éditions Nucléa en 2000. Depuis son troisième volume, en 2000, elle est publiée par les éditions Soleil. Nicolas Jarry a succédé à Istin en 2016 à l'occasion de la parution du onzième volume.
L’histoire mêle la geste arthurienne à des éléments issus d’autres folklores, tels que les dragons. 
Une première série dérivée, Merlin, la quête de l'épée (2005-2012), décrit la jeunesse de Merlin au cours de la transition entre les dieux celtiques et le christianisme. Une seconde série dérivée, Merlin, le prophète (2010-2015) raconte la naissance et l'initiation d'Arthur.

## Albums
- Merlin :

1. La Colère d’Ahès, Nucléa, 2000  (ISBN 2-914235-23-2).
2. L’Éveil du pouvoir, Nucléa, 2001  (ISBN 2-914235-33-X).
3. Le Cromm-Cruach, Soleil, 2002  (ISBN 2-84565-310-7).
4. Avalon, Soleil, 2003  (ISBN 2-84565-561-4).
5. Brendann le maudit, Soleil, 2004  (ISBN 2-84565-750-1).
6. L’Ermite et le nid, Soleil, 2005  (ISBN 2-84565-894-X).
7. Le Chaudron de Bran-le-Béni, Soleil, coll. « Soleil Celtic », 2005  (ISBN 2-84946-291-8).
8. L’Aube des armes, Soleil, coll. « Soleil Celtic », 2006  (ISBN 2-84946-541-0).
9. Le Secret du codex, Soleil, coll. « Soleil Celtic », 2008  (ISBN 978-2-84946-974-3)[1].
10. La Princesse d’Ys, Soleil, coll. « Soleil Celtic », 2009  (ISBN 978-2-302-00934-9).
11. Le Roi Arthur, Soleil, coll. « Soleil Celtic », 2014  (ISBN 978-2-302-04081-6).
12. La Reine de sang, Soleil, coll. « Soleil Celtic », 2016  (ISBN 978-2-302-05411-0).
13. La Crosse et le Bâton, Soleil, coll. « Soleil Celtic », 2018  (ISBN 978-2-302-06860-5).

### Documentation
- Olivier Wurlod, « Merlin : La Fin du commencement », sur Actua BD, 8 février 2010.